# 近畿情報高等専修学校
近畿情報高等専修学校（きんきじょうほうこうとうせんしゅうがっこう）は、大阪府枚方市渚西一丁目にある私立専修学校。旧称は近畿情報処理専門学校であり、その名残から今でもきんじょりの略称で呼ばれる。

## 概要
高等課程を設置し、1993年より同法人設立の通信制高校・長尾谷高等学校の技能連携校となっている。近畿情報高等専修学校の生徒は長尾谷高等学校にも同時に入学・在籍する形となり、卒業時には2校の卒業資格が得られる。1992年までは外部の向陽台高等学校と提携していた。
系列校のユービック情報専門学校、東洋きもの専門学校への進学の場合は、特別推薦制度や入学金、選考料が免除される等の特典がある（学校により特典内容が異なる）。

## 沿革
- 1955年 - 大阪府より学校法人東洋学園認可
- 1984年 - 近畿情報処理専門学校として開校。開校当初は男女併学、数年後に男女共学に移行
- 1985年 - 文部省より卒業生に短期大学・大学入学資格認定を受ける
- 1988年 - 従来は高校3年と専門学校1年の4年修了[注釈 1]だったのが、当該年度入学生から3年修了へ変更された。
- 1989年 - 男女共学から一旦男子校となる。
- 1991年 - 学校名を現在の校名に変更。近畿大学法学部と連携開始。3年制へ移行に伴い、最後の4年生が卒業した[注釈 2]。
- 1993年 - 長尾谷高等学校が開校し、同校との技能連携校となる
- 1998年 - 再度男女共学化。この頃までに総合情報処理科のコースを変更
- 2004年 - 国際情報コースを新設
- 2005年 - 音楽情報コースを新設
- 2011年 - 農業実習体験用地を開園
- 2013年 - 太陽光発電システムを導入
- 2015年 - 東洋学園「和道館」が完成

## 学科
2021年現在
- 総合情報処理科
  - 情報処理コース（一年目のみのコース）
  - 情報デザインコース（二年目からは以下のコースに分かれる）
  - 情報ビジネスコース
  - 国際情報コース（進学コース）
  - 音楽情報コース

なお、1993年頃は大学進学課程、ビジネス科、システムエンジニアリング科、コンピュータ科があったが、いずれも統合・廃止されている。大学進学課程を除き2年次より生徒の希望・教師の意向などを換算した上で振り分けられていた（1年次は大学進学課程を除き普通科扱いであった）。
また、1993年当時は近畿情報高等専修学校では商業高校的な位置付けもされており、簿記の授業も存在していた（現在も行っている）。
その後、総合情報処理科（総合情報処理コース・国際情報コース・音楽情報コース）にコース等を変更を経て現在に至る。

## クラブ活動
- 2022年8月に行われた、第43回 we are SNEAKER AGES 関西地区大会で初出場で軽音楽部が準グランプリを果たしている。
- 同年12月25日に行われた、we are SNEAKER AGES 第2回 全国高校軽音楽部大会で軽音楽部が優勝・文部科学大臣賞・ヤマハ賞を果たしている。
- レスリングに力を入れている。毎年、近畿大会をはじめインターハイや国体に出場している。
- 2009年に鉄道研究同好会が設立され、翌年の2010年には正式な部として「鉄道部」が出来た。
- 上記のクラブ以外にも様々な部活がある。主なものとしては、
- 体育系：陸上部・軟式野球部・レスリング部・卓球部・パワーリフティング部・ソフトテニス部・軽音楽部
- 文化系：鉄道部・演劇部・囲碁将棋部・ボランティア・マルチメディア部

などがある。

## 著名な出身者
- 中川礼二 - 漫才師（中川家)

## 最寄り駅
- 京阪本線御殿山駅、京阪バス御殿山停留所